# إعادة الترجمة
إعادة الترجمة، هو مصطلح يشير إلى عملية «ترجمة عمل سبق وأن تُرجم إلى اللغة ذاتها» أو النص الذي تُعاد ترجمته. تُعتبر إعادة ترجمة أعمال الأدب الكلاسيكي والنصوص الدينية أمرًا شائعًا. تتعدد الأسباب في اللجوء إلى إعادة الترجمة، فقد يكون الهدف منها إحياء لغة بائدة، أو تحسين جودة الترجمة، أو تشكيل نسخة منقحة عن نص المصدر، أو رغبة المترجم في طرح تفسير جديد أو استجابة مبتكرة حول النص. تكثر عمليات إعادة الترجمة في النصوص الشعرية والدرامية.
يرى الباحث في علوم الترجمة لورانس فينوتي أن النصوص ذات السلطة الثقافية الضخمة مثل «الكتاب المقدس، [...]، أو ملحمتي هوميروس، أو الكوميديا الإلهية لدانتي، أو مسرحيات شكسبير، أو رواية ميغيل دي ثيربانتس دون كيشوت، جميعها معرضة للخضوع إلى عملية إعادة الترجمة إلى حد كبير، وذلك بسبب احتمالية تشكيل القراء المختلفين في الثقافات المستقبلية تفسيرات مختلفة حولها، فقد يرغبون في إضافة قيمهم الخاصة إلى النص». 
تُعد عملية إعادة الترجمة أمرًا شائعًا في الترجمة الحوارية، بينما يقل استخدامها في الدبلجة بسبب ردود الفعل السلبية للمشاهدين في بعض الأحيان. 

## الطرق المختلفة لاستخدام المصطلح
استُخدم مصطلح «إعادة الترجمة» في العديد من السياقات المختلفة، بما في ذلك الترجمة غير المباشرة التي تُعرف أيضًا باسم الترجمة التتبعية، والتي تنطوي على ترجمة النص إلى لغة معينة ثم ترجمة النص المترجم إلى لغة أخرى. أصبح التعريف المتفق عليه لمصطلح «إعادة الترجمة» في دراسات الترجمة متمثل في طرح ترجمة جديدة لعمل ما بنفس اللغة المستهدفة. ينطوي التصور المفاهيمي التقليدي على الفكرة القائلة إن إعادة الترجمة عملية خطية أو ذات تسلسل زمني، إذ لا يُمكن البدء بإعادة الترجمة إلا بعد الانتهاء من الترجمة الأولى. وفي المقابل، لا ينطوي الاستخدام الحديث لهذا المصطلح على هذه الأفكار دائمًا، إذ يمكن توضيحه من خلال الأمثلة التالية:
- قد تحدث عدة عمليات لإعادة الترجمة في آن واحد أو في وقت متقارب، بحيث يصعب فصل الترجمة الأولى عن الترجمات اللاحقة. [8]
- قد تنطوي عمليات إعادة الترجمة إلى نفس اللغة على أسواق مختلفة، مثل الفرنسية والفرنسية الكندية.
- قد تُبنى عمليات إعادة الترجمة على الافتراض بأن الترجمات السابقة غير مقبولة.

## فرضية إعادة الترجمة
طرح بول بنسيمون وأنطوان بيرمان ما يُعرف باسم «فرضية إعادة الترجمة» في أحد أعداد مجلة الترجمة باليمبسيستير الذي صدر في عام 1990. افترض كل من بنسيمون وبيرومان أن الترجمة الأولى للنص إلى لغة معينة غالبًا ما تسعى إلى تكييف النص مع معايير وأعراف اللغة والثقافة المستهدفة، بينما تميل الترجمات اللاحقة إلى الالتزام بالنص الأصلي بشكل أكبر، إذ يعتقدان أن السبب في إعادة ترجمة نص ما يعود إلى تغيّر مكانته في الثقافة الجديدة، الأمر الذي يستلزم طرح ترجمة ثانية (أو أكثر). 
بحث عدد من العلماء في هذه الفرضية لاحقًا، وخلصوا إلى اعتبارها مفرطةً في بساطتها. صرح بالوبوسكي وكوسكينين في مقال حول إعادة الترجمة في فنلندا أن العديد من عمليات إعادة الترجمة متوافقة مع نموذج بيرومان وبنسيمون، لكنه «لا وجود لأي سمات متأصلة -في عملية إعادة الترجمة- من شأنها أن تستلزم الانتقال من استخدام استراتيجيات التقريب إلى الاعتماد على استراتيجيات التغريب بشكل أكبر».

## أعمال شهيرة مُعاد ترجمتها
انتُقدت ترجمة إتش. إم. بارشلي الأولى لعام 1953 لكتاب الجنس الآخر (1949) للكاتبة سيمون دي بوفوار. طرح كل من كونستانس بورد وشيلا مالوفاني شيفالييه ترجمةً أخرى في عام 2009، ليشعر العديد من النقاد أنها أكثر دقة في تمثيلها لنص دي بوفوار. وفي المقابل، يرى بعض المعلقين صعوبةً في اعتبار ترجمة ذات تأثير كبير ترجمةً فاشلةً. 
تُرجمت العديد من الروايات الروسية الكلاسيكية أكثر من مرة، إذ طرح كل من ريتشارد بيفير ولاريسا فولوخنسكي ترجمات جديدة وناجحة لهذه الأعمال، بما في ذلك الأخوة كارامازوف والأبله للكاتب دوستويفسكي والحرب والسلم وآنا كارينينيا للكاتب ليو تولستوي. عادةً ما تقارن ترجمات الروايات الروسية بترجمات كونستانتس غارنيت التي تعرضت للعديد من الانتقادات على الرغم من تأثيرها الكبير.
طُرحت ترجمة جديدة لكتاب حكايات الأخوين غريم الخرافية في عام 2014 تحت عنوان حكايات الأخوين غريم الخرافية والشعبية الأصلية، ونشرتها دار نشر جامعة برنستون. جمع المحرر والمترجم جاك زايبس جميع القصص البالغ عددها 156 قصة من الطبعات الأولى لعامي 1812 و1915، بعد أن حُذف الكثير من هذه القصص في الطبعات والترجمات اللاحقة بسبب مواضيعها المخلة. كشفت الترجمة الجديدة مدى الرقابة المفروضة على الترجمات السابقة، فضلًا عن الرقابة المفروضة على النصوص الأصلية. 